# Intimidatie

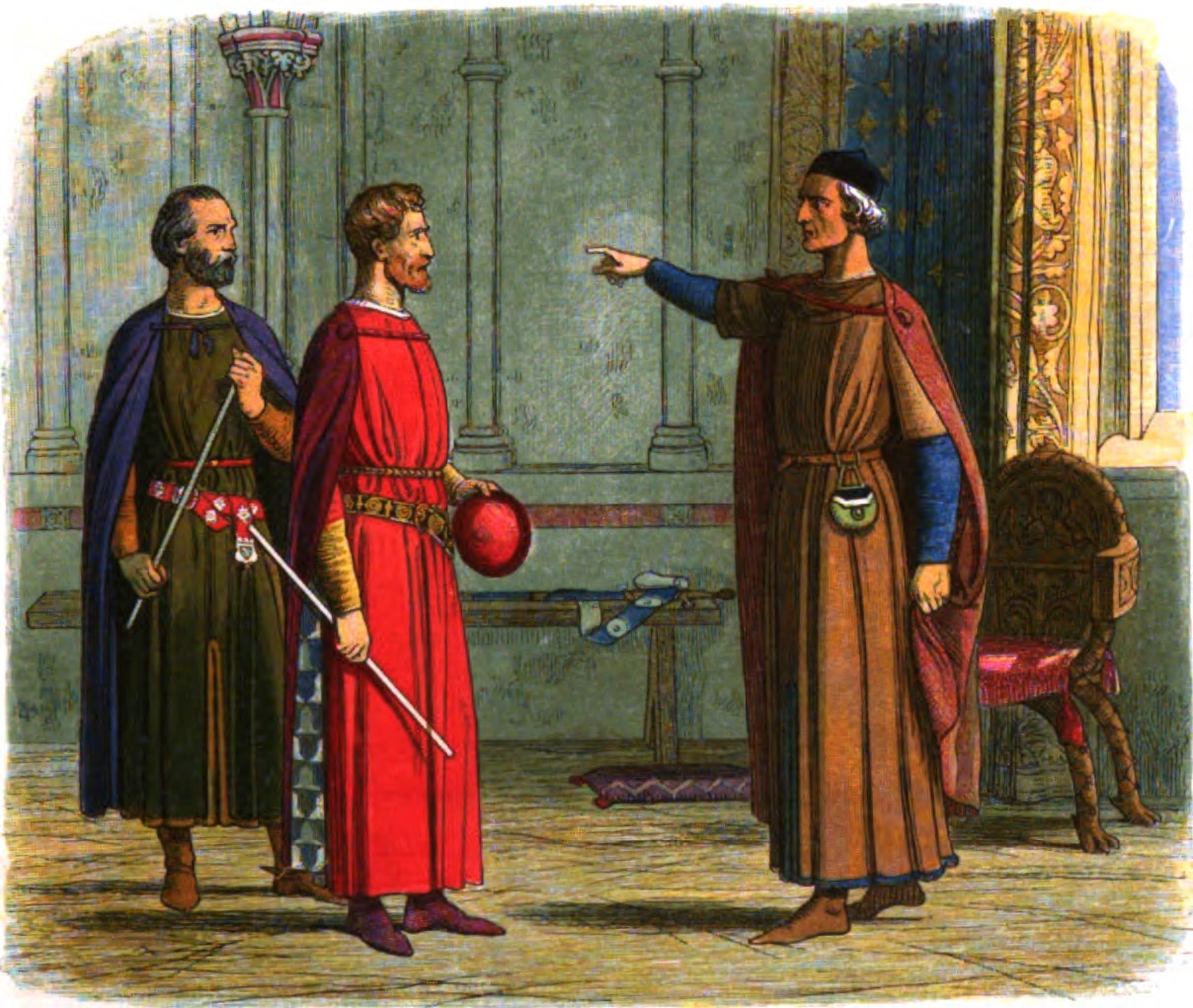
Eduard I bedreigt Roger Bigod, 5de earl van Norfolk: "You shall either go, or hang!"

Intimidatie is het oproepen van angst om iemands gedrag te beïnvloeden. Dat kan angst zijn voor lichamelijk geweld, maar ook voor bijvoorbeeld psychisch geweld, statusverlies, sociale uitstoting of geweld tegen bezittingen.
Vormen van intimidatie zijn onder meer:
- Fysieke intimidatie, waarbij de intimidatie plaatsvindt door lichamelijk gedrag en feitelijk handelen (dreigend naderen, vandalisme, (licht) geweld, dreigende gebaren etc.).
- Verbale intimidatie, waarbij het dreigement impliciet of expliciet verbaal wordt overgebracht.
- Schriftelijke intimidatie, waarbij het dreigement schriftelijk wordt overgebracht (per brief of e-mail).

## Vandalisme
Intimidatie kan gepaard gaan met vandalisme, waarbij een dreigement wordt overgebracht: 'Doe wat we je zeggen, of anders...' Vaak zijn de vernielingen hier vergezeld van een teken. Een baksteen met een mededeling eraan die door een ruit wordt gegooid is bijvoorbeeld een manier om te laten zien dat de dader een zekere vorm van geweld niet schuwt. Een andere manier is het bekladden van iemands huis met rode verf, waarbij de dreiging uitgaat van de gelijkenis met bloed. In tegenstelling tot de meeste andere vormen van vandalisme wil de dader dat in ieder geval het slachtoffer heel duidelijk beseft wie de dader is en waarom hij dit gedaan heeft. Verder kan de dader ook een zeker naming and shaming effect beogen.

## Intimidatie van verdachten
Het kan voorkomen dat de politie in een verhoor overgaat tot intimidatie van de verdachte, onder het motto dat de waarheid met een beetje extra druk wel boven water zal komen. Vaak wordt gedreigd dat oncoöperatief gedrag zal leiden tot een zwaardere strafeis of veroordeling, terwijl een bekentenis tot een mildere straf zal leiden. Ook kan soms een 'plea bargain' worden gemaakt: in ruil voor een bekentenis krijgt de verdachte een relatief milde straf (bijvoorbeeld 5 jaar terwijl het anders 12 jaar zou zijn geweest). Ook intimiderend gedrag is denkbaar zoals urenlange verhoren op agressieve toon, uitschelden en schreeuwen, hard met de vuist op tafel slaan, etc.  Wanneer een onschuldige onder de druk bezwijkt is het mogelijk dat hij een valse bekentenis aflegt en hierop veroordeeld wordt. We spreken dan van een justitiële dwaling. Als een voorbeeld van politie-intimidatie kan men de inmiddels verboden Zaanse verhoormethode zien.
Om justitiële dwalingen te voorkomen zijn daarom in mensenrechtenverdragen en nationale wetten verschillende waarborgen voor verdachten ingebouwd, terwijl de bevoegdheden van de politie gereguleerd zijn. De voornaamste waarborgen voor een verdachte zijn het legaliteitsbeginsel (geen straf zonder wet, strafvervolging vindt slechts plaats op bij de wet voorziene wijze), de cautie (een verdachte heeft het recht te zwijgen), en het recht op juridische bijstand en overleg met de raadsman.

## Seksuele intimidatie
Seksuele intimidatie komt op de werkvloer vrij veel voor. Met name wanneer een leidinggevende de dader is jegens een ondergeschikte is dit een groot probleem. Het slachtoffer durft veelal niets tegen de dader te ondernemen, uit angst voor negatieve gevolgen voor de loopbaan. Seksuele intimidatie kan plaatsvinden door seksuele toespelingen of opmerkingen, of seksueel getint gedrag.
Het is bovendien meestal het ene woord tegen het andere, waarbij de collega's veelal beducht zijn het voor een van de twee op te nemen, eveneens uit angst voor negatieve gevolgen voor de eigen loopbaan. Bovendien zijn er meestal geen getuigen wanneer het incident plaatsvindt. Wanneer de dader als waardevol wordt gezien, is het mogelijk dat het management hem de hand boven het hoofd houdt. Met name wanneer het een leidinggevende betreft, leidt het er in veel gevallen toe dat het slachtoffer uiteindelijk vertrekt en de leidinggevende kan blijven zitten. Anderzijds zijn er ook gevallen bekend waarin de werkrelatie of de reputatie geknakt is door een onterechte beschuldiging, bijvoorbeeld door een rancuneuze ontslagen werknemer.
Vaak betreft het seksueel getinte grappen, en luidt het verweer van de beschuldigde 'dat het maar een grapje was.' Grappen kunnen echter verkeerd worden geïnterpreteerd, wanneer ze door de ontvangende partij als niet fatsoenlijk worden gezien. Voorbeelden van dit soort grappen zijn het op een bedrijfsfeestje een kers bij een vrouwelijke collega in het decolleté stoppen, een Sinterklaasfeestje waarbij de Sint een vrouwelijke collega op schoot neemt, of een seksueel getint Sinterklaasgedicht.
Als er mensen naar een aangewezen vertrouwenspersoon toekomen met klachten over seksuele intimidatie, dan kan deze informatie (met toestemming van het slachtoffer) doorgespeeld worden aan de werkgever. Deze is verplicht de intimidatie te bestrijden. Ook bewustwordingscursussen kunnen helpen het probleem te verminderen.

## Bedrijfsleven
Hoewel dit minder tot de verbeelding spreekt komt intimidatie tussen organisaties zeer veel voor. Bedrijven kunnen bijvoorbeeld het verbreken van een klantrelatie gebruiken als dreigement om zo een dienstverlener aan te zetten tot zaken waar deze eigenlijk niet van gediend is (bijvoorbeeld een accountantsverklaring of legal opinion afgeven die eigenlijk niet of onvoldoende onderbouwd is). Een dergelijk dreigement kan zeer veel gewicht in de schaal leggen wanneer het bedrijf inderdaad veel omzet genereert bij de dienstverlener. Het risico bestaat dan echter dat dienstverleners meegesleept worden wanneer de zaken mislopen, zoals in (boekhoud)schandalen zoals Ahold, Enron en Parmalat. Ook kan een bedrijf dreigen met een rechtszaak wegens bijvoorbeeld vermeende wanprestatie of ongeoorloofde praktijken van een ander bedrijf. Incassobureaus komen soms in het nieuws wegens intimidatie van debiteuren door bijvoorbeeld dreigen met beslag of faillissement, of soms zelfs huisbezoeken met fysieke intimidatie.

## Tussen staten
Staten maken soms gebruik van intimidatie om bepaalde eisen kracht bij te zetten. Men kan hierbij denken aan legeroefeningen bij de grens van een buurland, (publieke) dreigementen met oorlog, of het openlijk publiceren van binnenlandse stemmingmakerij zoals legeroefeningen of demonstraties tegen het andere land. Andere vormen van intimidatie zijn economisch van aard. Men kan denken aan het dreigen met het opschorten van ontwikkelingshulp, economische sancties, bevriezen van banktegoeden of opzegging van bepaalde verdragen. De meest voor de hand liggende voorbeelden van intimidatie tussen staten worden gevormd door de Duitse politiek tussen 1933 en 1945, waarbij Europese landen middels dreigementen werden aangezet tot afstaan van grondgebied, verandering van regime of economische, politieke of militaire dienstbaarheid aan Duitsland.

## Nadelen
Intimidatie geldt als een 'hard' middel in interpersoonlijke communicatie, waar grote gevolgen aan verbonden zijn. Ten eerste zal de relatie met de andere partij vrijwel zeker onherstelbaar beschadigd worden: medewerking en verdere samenwerking zal, zelfs als de ander toegeeft, niet van harte verlopen en sabotage of wraakacties in de toekomst zijn denkbaar. Ook de relatie met derden kan schade oplopen, wanneer zij de intimidatie afkeuren. Onder omstandigheden kan intimidatie een strafbaar feit opleveren.
Een ander probleem bij intimidatie is dat men zich in een positie manoeuvreert waaruit nauwelijks nog een weg terug mogelijk is. Het dreigement is in de gegeven situatie het enige machtsmiddel en wanneer de ander niet toegeeft kan men niet anders dan dit dreigement uitvoeren, om de geloofwaardigheid niet te verliezen. Dit is ook voor de intimiderende nadelig omdat hij immers dit niet wil; hij wil slechts dat de ander doet wat hij zegt. Wanneer het dreigement eenmaal is uitgevoerd heeft de intimiderende persoon ook geen machtsmiddel meer jegens de ander.